# Меннини, Антонио
Антонио Меннини (итал. Antonio Mennini; род. 2 сентября 1947, Рим, Италия) — итальянский прелат и ватиканский дипломат. Титулярный архиепископ Ференции с 8 июля 2000. Апостольский нунций в Болгарии с 8 июля 2000 по 6 ноября 2002. Апостольский нунций в России с 6 ноября 2002 по 18 декабря 2010. Апостольский нунций в Узбекистане с 26 июля 2008 по 18 декабря 2010. Апостольский нунций в Великобритании с 18 декабря 2010 по февраль 2017.

## Биография
- Рукоположён в священники 14 декабря 1974 года.
- В 1978 году поступил в Папскую Церковную академию[1].
- Получил степень доктора богословия и поступил на дипломатическую службу Святого Престола в апреле 1981 года.
- В 1981—1984 годах служил в апостольской нунциатуре в Уганде, а в 1984—1986 годах — в Турции[1].
- В 1986—2000 годах — сотрудник Отдела отношений с государствами Государственного секретариата Святого Престола[1].
- 8 июля 2000 года папа Иоанн Павел II назначил его титулярным архиепископом Ферентским и апостольским нунцием в Болгарии.
- 12 сентября 2000 года он был возведён в достоинство архиепископа государственным секретарём Ватикана кардиналом Анджело Содано в Риме.
- 6 ноября 2002 года назначен представителем Святого Престола в Российской Федерации и прибыл в Россию 11 января 2003 года
- С 26 июля 2008 года являлся апостольским нунцием в Узбекистане, продолжая занимать пост апостольского нунция в России.
- 18 декабря 2010 года папа Бенедикт XVI назначил Меннини апостольским нунцием в Великобритании. На этом посту он будет координировать процесс создания ординариата для бывших членов Англиканской церкви, желающих присоединиться к Римско-католической церкви[2].
- 2 марта 2011 года вручил верительные грамоты Королеве Елизавете II[3].
- 20 января 2017 года было объявлено, что архиепископ Антонио Меннини должен быть переведен в Ватикан для работы в Государственном секретариате. Его пребывание в Великобритании закончилось 6 февраля 2017 года. На новом посту он отвечает за отношения между Святым Престолом и Италией.

## Владение языками

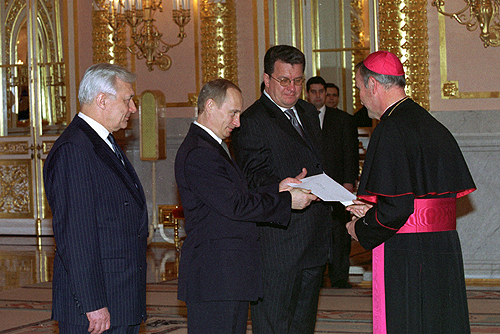
Вручение верительных грамот Президенту Российской Федерации

- Помимо итальянского владеет:
  - английским
  - французским
  - немецким
  - испанским
  - русским языками

## Награды
- Большой крест ордена «За заслуги перед Итальянской Республикой» (15 декабря 2017 года)[4]
- Великий офицер ордена «За заслуги перед Итальянской Республикой» (6 марта 2000 года)[5]
- Командор ордена «За заслуги перед Итальянской Республикой» (27 ноября 1992 года)[6]
- Орден Дружбы (13 февраля 2011 года, Россия) — за вклад в развитие российско-ватиканских отношений[7]
- Орден «Мадарский всадник» I степени (2002 год, Болгария)[8][9]
- Орден святого благоверного князя Даниила Московского III степени (РПЦ, 2007 год) — во внимание к трудам в деле налаживания добрых отношений между Русской православной и Римско-Католической церквами и в связи с 60-летием со дня рождения[10]
- Серебряная Роза Святителя Николая Мир Ликийских Чудотворца (Институт экуменических исследований во Фрибуре, Швейцария, 2012 год)[11]
- Орден Митрополичьего округа Русской Православной Церкви в Республике Казахстан «Алғыс» («Благодарение») (2012 год) — за развитие межконфессиональных отношений и международного диалога[12].